# Forst-Längenbühl
Forst-Längenbühl é uma comuna da Suíça, situada no distrito administrativo de Thun, no cantão de Berna. Tem 4,5 km² de área e sua população em 2018 foi estimada em 765 habitantes.
Foi criada em 1 de janeiro de 2007, a partir da fusão das antigas comunas de Forst e Längenbühl.